# 蓋普拉特島
64°29′30″S 62°59′30″W / 64.49167°S 62.99167°W
蓋普拉特島（Guépratte Island），是南極洲的島嶼，長2.8公里，處於昂韋爾島和布拉班特島之間，屬於帕默群島的一部分，是福尼爾島入口處東部，由讓-巴蒂斯特·夏古率領的法國探險隊繪入地圖，現時由南極條約體系管理。